# Bowang
Bowang (en népalais : बोवाङ) est un comité de développement villageois du Népal situé dans le district de Baglung. Au recensement de 2011, il comptait 7 088 habitants.